# Macintosh SE
Macintosh SE (System Expansion) — персональный компьютер, производившийся фирмой Apple с 1987 по 1990 год одновременно с Macintosh II.
Mac SE заметно отличается от своего предшественника Macintosh Plus. Это был первый Macintosh с двумя внутренними отсеками, один из которых использовался для жесткого диска объемом 20 или 40 МБ, а второй — для дисковода для дискет. Также компьютер впервые оснащался слотом расширения (что отражено в названии модели SE — System Expansion). Одной из первых была плата расширения MS-DOS.
Для подключения клавиатуры и мыши использовался интерфейс Apple Desktop Bus (ADB), ранее использованной в Apple IIGS. В компьютере впервые появилась активная система охлаждения — был добавлен охлаждающий вентилятор. Предыдущие компьютеры Apple не имели охлаждающего вентилятора. По легенде, Стив Джобс считал, что охлаждающий вентилятор — это шумно и не элегантно.
Оригинальный Macintosh SE мог использовать дискеты одно- или двухсторонней плотности, емкостью 400 КБ и 800 КБ соответственно. В августе 1989 года Apple представила Macintosh SE FDHD с возможностью чтения дискет повышенной плотности (Floppy Disk High Density) с новым SuperDrive дисководом, поддерживающим 1,4 МБ 3,5-дюймовые дискеты. Для чтения MS-DOS дискет использовалось специальное программное обеспечение. С этого момента эта модель стала называться Macintosh SE Superdrive.
В ПЗУ (ROM) этого компьютера было спрятано «пасхальное яйцо», которое представляло собой четыре фотографии команды разработчиков.
Позднее появилась модификация Mac SE/30 с новым процессором Motorola 68030. Забавно, что в схеме именования, использовавшейся в то время, Apple указывало на наличие 68030 процессора, добавив букву «х» к имени модели, но когда Macintosh SE был обновлен до 68030, это создало неловкую проблему. Сотрудники Apple не были готовы назвать свой новый компьютер «Macintosh SEX». Поэтому было выбрано имя «SE/30».
В январе 2009 года в журнале Macworld, в статье, посвященной 25-й годовщине компьютера Macintosh, три отраслевых комментатора — Адам С. Энгст из TidBITS, Джон Грубер из Daring Fireball и Джон Сиракуза из Ars Technica выбрали Mac SE/30 в качестве своей любимой модели Mac всех времен. «Как и любой большой Mac, — написал Грубер, — SE/30 была не просто потрясающая система в момент дебюта, она оставалась в высшей степени значимой долгие годы. Когда я думаю о начале эры компьютеров Mac, в моем сознании всплывает Mac SE/30».

## Характеристики
| Компонент               | Характеристики |
| ----------------------- | --- |
| Дисплей                 | 9-дюймовый (23 см) монохромный ЭЛТ дисплей, разрешение 512 × 342 точки |
| Запоминающие устройства | встроенный 3,5" флоппи-дисковод, 40 МБ SCSI жесткий диск |
| Процессор               | 8 МГц Motorola MC68000 |
| Частота шины            | 8 МГц |
| ОЗУ                     | 1 МБ, расширяемое до 2 или 4 |
| HDD                     | 40 МБ. |
| ПЗУ                     | 512 КБ |
| Сеть                    | AppleTalk |
| Батарея                 | 3.6 В литиевая |
| Размеры и вес           | 13.6 × 9,69 × 10.9 дюймов (34.5 × 24.6 × 27.7 см) ширина × высота × глубина 17 фунтов (7,71 кг)                                                                             |
| Потребляемая мощность   | 100 Ватт |
| Порты                   | ADB (клавиатура, мышь) mini-DIN-8 RS-422 Последовательный порт (принтер, модем, AppleTalk) DB-19 (внешний флоппи-дисковод) DB-25 SCSI разъём (внешний жесткий диск, сканер) |
| Слоты расширения        | SE PDS |
| Аудио                   | 8-бит моно |
| Gestalt ID              | 5 |
| Кодовые имена           | Chablis, PlusPlus, Aladdin, Freeport, Maui |